# こわしや我聞
『こわしや我聞』（こわしやがもん）は、藤木俊原作の漫画。元々は増刊号での短期連載（5回）だったが、後に『週刊少年サンデー』本誌へ移動し、2004年11号から2005年52号までの全88話を連載。コミックスは全9巻。最終巻には単行本描き下ろしのミニ外伝が掲載されているほか、各巻にもおまけ漫画は多い。

## あらすじ
主人公の工具楽我聞は、高校生にして解体業社「工具楽屋」の社長も勤めている。表では家屋やビルなどの解体を請け負っているが、裏では政府や企業から表沙汰に出来ない物件の破壊を請負う「こわしや」を本業としている。…が、経営状況は芳しくない。兵器売買グループ・真芝との戦いをはじめとした社長業、楽しい仲間たちとの学生生活、そして工具楽仙術の修行を通じて「こわしや」らの活躍・成長を描く。

## 登場人物

### 工具楽屋
工具楽我聞（くぐら がもん）
本作品の主人公。
県立御川高校に通う学生（2年生）にして工具楽屋二十五代社長・工具楽仙術二十五代。卓球部員。工具楽家長男で、果歩、珠、斗馬の兄。
学校でも、部活でも、仕事でも、頼まれ事は断れない性格で、安請け合い癖がある。だが頭があまり良くない上、しょっちゅう抜けた行動を取るため、自信たっぷりの態度とは裏腹にかなり頼りない。
社長であることを人一倍自覚しており、常にその責任を果たそうとする。が、そのため他人に甘えるのが苦手で、自分の苦しみを内に押し込めて場を明るくさせようと無理をすることもある。
「こわしや」としては未熟なため、仕事では余分にこわして無駄な損失を出してしまうことも多い。父親譲りの「氣」の多さゆえパワーに優れるが、氣が多すぎて暴走し危険な状態に陥ることも幾度もあった。
恋愛についてはかなりニブく、陽菜とくっつけようとする妹らGHKの策略にも全く気付かない。「社長が社員に手を出すなど社長失格」という考えをもっているため、陽菜をどうこうしようという気は皆無。あくまでビジネスパートナーとして信頼を寄せている。
9巻巻末で描かれた3年後の物語では陽菜との関係は進展し、のちに結婚する。
國生陽菜（こくしょう はるな）
本作品のヒロイン。
我聞と同級生にして、工具楽屋の社長秘書兼経理担当。父子家庭で暮らしていたが、小学6年の時に父親が行方不明になり、行き場を失くしていたところを先代社長・我也に拾われて工具楽屋に入社した。現在は工具楽屋の社宅で一人暮らしの身。2年生から卓球部に入部。
冷静沈着なクールビューティーだが、物腰は優しい。仕事も非常にでき、決算期は一人で社の全ての経理業務をこなしてしまう（他の人間はもはや邪魔にしかならない）。常に社の利益や損失を視野に入れて行動するため、我聞の後先を考えない行動には静かに激怒することがある。だが、先代社長の我也のことをとても慕っており、彼の事になるとつい冷静さを失ってしまう。
「本業」時には正確なナビゲーションで中之井の運転をサポート。また接近戦闘の心得もあり、バインダーを使った変な体術で相手を転ばせる技を得意とする。のちに反仙術の能力を持つことが明らかになり、その能力で我聞を助けた。
不幸な経歴ゆえか当初は感情表現が苦手で、工具楽屋の仕事を何より優先し、人付き合いもあまり良くなかった。が、工具楽屋の愉快な人々や果歩ら工具楽一家、学校の友人たちと触れ合ううちに徐々に心を開き始める。
恋愛的なニブさについては我聞と同レベルで、KFCをはじめとした多くの男に言い寄られるがその手の浮いた話は皆無に近い。また仕事一筋な人生を送ってきたため、意外に常識知らずな面もある。胸は小さいが、本人は気にしていない。
単行本7巻末尾の公式プロフィールに「成績優秀だが美術だけは壊滅的」とあるが、その壊滅的な美術の腕前の話は増刊版でのみ登場した。
森永優（もりなが ゆう）
工具楽屋の技術部長。眼鏡とタンクトップがトレードマークの、ノリがいいお姉さん。
機械改造や爆弾解体が趣味で、没頭するあまり社屋に泊まり込むことも多い。時には真芝よりタチの悪い道具を作ってしまう事もある。また車のメンテナンスにも精通している。
武器を持つと人が変わるタイプで、特製のバズーカ砲や熊殺しゴム弾などを持参して直接現場に赴くこともある。しかし彼女の作る武器は強力だがどれも製造コストが非常に高く、ほんの数個ほど使っただけで仕事の稼ぎが全部吹き飛んで赤字になってしまう。
第1研究所長の山薙晃とは同じ大学の出身で、同じ卒業記念品のペンダントを持つ。だが両者に全く面識はない。
GHKデルタ1。デルタ2の果歩とともに会の方針を決定し、遠距離移動の際には車の運転を担当する。ちなみに、優本人には恋人は（今のところ）いない。胸のボリュームがない女性が多いこの作品の中では異例のDカップの持ち主でもある。
辻原蛍司（つじはら けいじ）
工具楽屋の営業部長。常に微笑みを絶やさずに我聞を見守る、胡散臭い眼鏡男。缶コーヒー片手に意味深なことを言うことも多い。
中国拳法の達人。今は封印しているが、かつてはナイフを使った戦闘も得意としていた。我聞やその弟妹の仙術の師匠でもある（自身は仙術を使えないが、その理論は理解しているので教えることは可能）。
元真芝第2研究所の実験部隊所属。工具楽我也殺害に失敗し、逆に我也に拾われた過去を持つ。そのため、工具楽屋には相当な恩義を感じているようだ。
かなえのことをよく「かなちん」と呼んでからかっている。私服のセンスがダサいため、いつも同じ柄のスーツを着ている。
中之井千住（なかのい せんじゅ）
工具楽屋の専務兼総務事務・輸送担当。先代（我也）の時代から工具楽屋に勤める78歳。立派な白ヒゲが目印。
戦時中は軍の特殊工作部隊で静馬さなえの部下として働いていた。狙撃の名手にして、運転技術もプロ並みの実力である。移動時には驚異のドライビングテクニックで我聞たちを確実に現場に運び、戦闘ではその狙撃能力を活かして遠距離から我聞をサポートする。
工具楽屋と我聞の行く末を案じてか、説教が長いのが玉に瑕。
工具楽我也（くぐら がなり）
工具楽屋二十四代社長・工具楽仙術二十四代。我聞ら兄弟の父親。「現役最強のこわしや」と呼ばれ、常人の50人分をゆうに超える圧倒的な氣の量を誇る。カウボーイハットにジャケットという、歳に似合わぬ派手な格好がトレードマーク。
物語の開始4ヶ月前に海外で失踪し長らく行方不明だったため、物語初期は彼の消息を追い求めるのが重要なストーリーラインのひとつになっていた。が、やがて陽菜の父・國生武文の消息を探るために真芝に接触していたことが判明。真芝の信用を得るため、真芝の仙術の研究に協力していたことがわかった。
非常に家族想いの男。また陽菜のことは実の娘のように可愛がっており、陽菜に近付く男は、それがたとえ自分の息子であっても容赦しない。
なお、その帽子には恐るべき秘密が隠されている。
國生武文（こくしょう たけふみ）
陽菜の父親で我也の元秘書、反仙術の能力者。触れただけで氣を霧散させてしまう拳を持つため、仙術使いにとってはまさに天敵のような存在。
5年前に飛行機事故で死んだと思われたが、実は真芝に誘拐されていたことが発覚。記憶を操作され真芝の傀儡と化していたが、最終決戦で洗脳装置が破壊されたため元に戻った。本来は生真面目な性格で、正義感も強い。
娘の陽菜を我聞に嫁がせようと思っているが、娘同様、恋愛に関してはいささかズレているようだ。

### 工具楽家
工具楽果歩（くぐら かほ）
工具楽家長女。中学2年生にして裏家長・料理長を務める。才色兼備な上にとてもしっかりした女の子で、ボケボケの兄・我聞を圧倒するほどの気の強さを見せることもしばしば。他、調子に乗った珠や斗馬に制裁を加えたり、GHKにとって邪魔な番司を攻撃したりといろいろ忙しい。こう見えて兄のことはかなり慕っている。素質は不明だが修行をしていないので、仙術は使えない。必殺技は「瞬天降魔脚」。思い込みが激しいところは兄妹そっくり。
GHKデルタ2として、我聞と陽菜をくっつけるため暗躍する。辻原に淡い憧れを抱いている。

工具楽珠（くぐら たま）
工具楽家次女。小学5年生。工具楽家で一番元気が良く、いつも楽しそうに走り回っている。運動能力は高い（マラソンでは学校で男女混合2位・女子では無論1位）が、球技は苦手。男の子のような外見だが、ちゃんとお洒落をすれば可愛くなる（本人はお洒落を嫌がっている）。夢は兄・我聞の仕事を手伝うこと。素直な性格だが察しが悪く気が利かない。犬猫に好かれる体質。まるちゃんという親友がいる。
GHKデルタ3。だが本人は、兄の恋愛がどうこうではなく「なんか楽しそうだから私もやるー」といったノリのようだ。
工具楽斗馬（くぐら とうま）
工具楽家次男。小学2年生。工具楽家で一番のんきに見えるが、時折小学生とは思えない計算高さや妙な達観も見え隠れする。とはいえ子供らしい無邪気な面も持ち合わせているので、姉の珠と共に遊び回ることも多い。何かと調子に乗っては果歩のグリグリを食らっている。ボケボケの人間が多い工具楽家において、ほとんどの場合ツッコミを担当する。
趣味は株式研究。欲しい物は株（最初はYahoo!株→最終的にライブドア株）。
GHKデルタ4。ただし本気でくっつけようとしているというよりは、二人の間にほとんど進展がないことを知りつつ、面白半分で参加しているだけのようだ。

### 依頼関係者
西青海（にし あおみ）
内閣調査室付。真面目な青年で、工具楽屋をはじめとした「こわしや」達に内閣の依頼を伝える。まだ仕事に慣れていないのか、言動にあまり余裕がない。
西音寺時宗（さいおんじ ときむね）
内閣調査室室長。進との関係は不明。
藤原兼人（ふじわら かねと）
警視庁特別公安部。威圧的で面子を重んじるタイプのオヤジ。警察の威信を見せるため犯人に乗っ取られた保科ますみのユンボを破壊しようとしたが、我聞ら工具楽屋の反発にあい失敗（犯人は取り押さえたので依頼自体は成功）。さらに陽菜の怒りを買い、酷い目にあった。

### 他のこわしや
静馬かなえ（しずま かなえ）
静馬仙術二十四代。現「こわしや」会長。23歳。番司の姉。仙術で水を操り、特に糸状に伸ばして物体を切断する技が得意。
静馬さなえの孫で、我聞の兄弟子に当たる。普段は九州（福岡の南の方）の神社の巫女を勤める。怒った時の様子からすると地は九州弁のようである。
さなえからの遺伝か、非常にキビしい性格の美女。怒りっぽく、暴走する番司をよくシメている。胸のボリュームについて指摘されても激怒する。
辻原からは「かなちん」と言われているが、もちろん本人は嫌がっている。工具楽屋と違い、かなり儲かっているようだ。
静馬さなえ（しずま さなえ）
静馬仙術二十一代。元「こわしや」にして、元「こわしや」会長。かなえ、番司の祖母。とうに現役は退いた身だが、まだ特殊ヘリを単身で撃墜できる程度には強い。水を使用した切断技（水刃）の達人。
我聞、かなえ、番司の師匠。指導はスパルタ式。
戦時中には軍で特殊工作部隊の隊長（階級は大尉）を勤める。当時の異名は「鬼の静馬」。当時の部下に中之井、神楽がいた。
かなえ以上にキビしい女性だが、子供は好き。我聞たちの母親の葬儀で我聞ら兄弟を見かけて以降、ずっと心の片隅で気にかけていたようだ。
静馬番司（しずま ばんじ）
静間仙術二十五代（予定）。15歳。かなえの弟。高校1年生の2学期から我聞達の学校に転校してくる。かなえと同じく水を操るが、こちらは水流や水弾として打撃的な用途に用いることを好む。祖母のさなえ曰く「ハナタレ」。
時代遅れの学ランに赤毛・虎縞ハチマキの熱血系少年で、悪ぶってはいるが根は純情。
工具楽屋で研修を行うため九州からやってきた。当初は我聞を「親の七光りでこわしやになった野郎」と決めつけ反目していたが、工具楽屋の仕事を通じて我聞を認め、友情を感じるようになる。
工具楽一家（特に果歩）には、ある事件が原因で「パンツマン」と呼ばれている。研修終了後は工具楽屋の近くで「こわしや」を開業。仕事の多くは工具楽屋と共同で行っている。
初対面で陽菜に一目惚れしたため、それを快く思わないGHKから厳しい扱いを受けている。そのため果歩とは犬猿の仲。加えて当の陽菜からは商売敵として距離を置かれ、姉のかなえにもシバかれているため、常に不遇な印象が強い。

如月湧次郎（きさらぎ ゆうじろう）
如月仙術。27歳。鉄の仙術を操り、その怪力でハンマーを振り回すなどの肉弾戦を得意とする。また体を強化し銃弾の中を突っ切ることも可能。
体も顔もゴツい男。性格は体躯の通りに豪快だが、妙なところで繊細な面も散見される。静馬かなえに恋をしているものの、報われる気配は全くない。
帖佐理来と行動を共にすることもある。傍目から見るとタイプは正反対だが親友らしい。
西音寺進（さいおんじ すすむ）
西音寺仙術。21歳。時宗との関係は不明？木や植物を操る。攻撃よりは防御や妨害といったサポート的な行動が得意。
のんびりした感じの真面目そうな兄ちゃんだが、堅物ではなくノリが分かる人。
雪見とよく将棋をしている（進の方が将棋は強いようである）。
奥津太一（おくつ たいち）
奥津仙術。51歳。熱を操り、手にした超高温キセルで壁を溶かし切るなどの芸当が可能。
典型的なべらんめえ調江戸っ子オヤジで、無類の酒好き。
子供も孫もいるが仙術関連には進んでいない。
安部雪見（あべ ゆきみ）
安部仙術。19歳。電気を操ることができる。
天然系ツッコミキャラ。普段は寡黙だが、怒らせると文字通りの雷が炸裂する。また従来の仙術技にカタカナ読みの名前をつける意外な一面も。
同作者の読み切り作品「出動！特命高校」のヒロインでもある（そちらでは高校1年で合気道の達人という設定）。
帖佐理来（ちょうさ りく）
帖佐仙術。27歳。光を操り、幻影や目くらましといった技を得意とするが、反面攻撃力には欠ける。
丸グラサンがトレードマークのお調子者で、自称プレイボーイ。その割に全然モテそうな気配がないのはご愛嬌。おニャン子の歌は彼にとって基本である。番司にとっては（あらゆる意味で）いい先輩。

### 真芝グループ
神楽牙王（かぐら がおう）
真芝グループ会長。78歳。とてもそうは見えない程若々しい。仙術兵器の開発・実用化・流通を目指し、仙術の悪用を阻止しようとする「こわしや」達と敵対する。
戦時中は中之井とともにさなえの特殊工作部隊に所属していた。
凪原（なぎはら）
モニタリング班班長。
元第2研究所実験部隊所属で、当時は辻原の同僚。物語初期から登場し、幾度となく我聞たちの前に立ち塞がった。片目に仙核を入れているため、常人を遥かに超える運動能力を持つ。常に銃を持ち歩き、攻撃にはそれを使用することが多い。目的のためには手段を選ばぬ性格。
山薙晃（やまなぎ あきら）
第1研究所長。28歳。メガネの優男。
戦略兵器部門担当。反仙術兵器「マガツ」を開発した。
優が付けているものと似たペンダントを付けているが、これは同じ大学の出身であるから。しかしお互い面識はない。
なお、山薙以下研究所長全員が単行本第4巻で初登場している。
八雲四郎（やくも しろう）
第3研究所長。32歳。病的な印象を与えるマッドサイエンティスト。
兵士部門担当。仙術付与・精神操作効果のあるペンダント「タリズマン」を開発した。研究のためなら平気で人を実験体にする冷酷で自分勝手な男。第3研編で多くの実験体を操って我聞たちを追い詰めたが、我聞の暴走によって逆に追い詰められ、最後は研究所の崩壊に巻き込まれて死亡した。
ルドルフ・本条（ルドルフ ほんじょう）
第4研究所長。38歳。豪快な髭と割れアゴ、常に口に咥えている葉巻が特徴。
搭乗兵器部門担当。強襲用潜水艦「音断（おとたち）」、無音戦車「ヒビキ」などを開発した。怒りっぽいオヤジで、いつも大声を張り上げている。
桃子・A・ラインフォード（とうこ・エー・ラインフォード）
第5研究所長。14歳の天才少女科学者。親に捨てられたためか相当な我侭で、高飛車かつ自信家な性格。ハーフであるが、本人は外国人だと勘違いした相手に「ダブルよ」と言っていた。
電子兵器部門担当。小型ロボット「キノピー」、自律型戦闘ロボット「クーパ」（開発コード：05-298）などを開発した。主な武装にあらゆる攻撃を弾く光の盾「プリズムシェル」などがある。
「こわしや」と知らず我聞と知り合い、我聞打倒の任務と我聞に惹かれる感情との間で葛藤する。結局我聞と戦うが敗北、しばらく工具楽屋に居候したのち、真芝の手の届かないかなえの神社に引き渡された。
真芝壊滅作戦では「こわしや」側に協力し、我聞らのピンチを救った。
我聞に惚れているので反GHK勢力。そのため果歩とは喧嘩ばかりしているが、なんだかんだいって仲は良いらしい。互いに胸がないので、よく「うす胸」「控えめ胸」と罵り合っている。
昴真矢（すばる まや）
第6研究所長。23歳。いつも冷静そうなお姉さん。
兵装火器部門担当。対象を自動追尾する特殊弾「ネコマッシグラ」を開発。どうやら猫が好きなようだ。
本編では単行本4巻で一コマと最終章にちらっと出てきたのみ。
なお、作者のデビュー作「私のラクロス部」に昴真弓という名前も見た目もそっくりなサブキャラクターが存在したために、とあるファンが「何か関係が有るのでしょうか」と質問したところ、作者からの回答は「うーん、考えてませんでした。姉妹…とかじゃダメですかね？」という内容であった。
御剣一振（みつるぎ いっしん）
第7研究所長。18歳。帽子を目深に被り、中から覗く眼光は鋭い。
兵装刀器部門担当、「ヤタガラス」を開発。
本編では昴真矢同様、最終章にちらりと出てきたのみ。
十曲才蔵（とまがり さいぞう）
第8研所長。20歳。「馬鹿と天才は紙一重」を地で行く天才。さっぱりした気持ちの良い性格で、常に自信満々。正々堂々とした勝負を好む。体の線を強調した、露出の多い服をいつも身に着けている。
自画自賛的な発言が多く、そのためかたびたび「パーフェクト！」「ジーニアース！」等の奇声を発する。技名が「ひき逃げアタック」だったりと名前のセンスは微妙である。
兵装防具部門担当。パワースーツ「青・参式」（ブルースリー、商品番号：GAS08-033）、同「青・参式改」（ブルースリーカスタム）を開発した。強烈な風を生み出す装置が搭載されており、それで相手の攻撃を逸らしたり、攻撃速度を上昇させる。また、「D・T・F（Don't Think Feel）」なる、超反応で相手の動きを察知し、猛スピードでほぼ自動的に的確な攻撃を加える機能もある。
我聞をライバルと認め、計3度も戦ったが、いずれも敗れている。
1. 我聞の噂を聞き、警察に圧力をかけて我聞を捕獲、留置所ごと襲撃した。我聞の暴走により敗北。
2. 辻原の工作により呼び出され、修行から帰って来た我聞と勝負した。パワーアップした我聞の仙術の前に敗北。
3. 真芝壊滅作戦の初陣として、入り口付近で最後の勝負を繰り広げた。成長した我聞の奥義の前に敗北。

元は老舗の繊維工業会社の跡取り。会社を真芝に乗っ取られ、乗っ取り返すために真芝に入る。真芝入社以前からの部下である高瀬千紘や山岡とは強い信頼関係で結ばれている。言うなれば工具楽屋の鏡のような存在。
真芝壊滅作戦で敗北後は「こわしや」側に協力。最終的に味方となって、番司と共に我聞らの進行を助けた。

### 卓球部
佐々木亮吾（ささき りょうご）
我聞と同じクラスで卓球部員。細目のお調子者であだ名は「ささやん」。お笑い担当、ボケ担当の愛すべきおバカさん。
必殺カット「佐々木☆スペシウム」、必殺技「佐々木☆スペシウムギャラクティカ」を持つ。卓球の実力は部内No.2。
KFC会長にしてNo.1。國生さんのためなら火の中水の中。天野やGHKの制裁を食らって逆さ吊りなどの酷い目に遭うことも多々あるが懲りない。現在作者のブログで連載されている番外編では重要なキーマンとなっている。
天野恵（あまの めぐみ）
我聞と同じクラスで卓球部員。住友子の親友。卓球部のムードメーカーにして仕切担当、ツッコミ担当。他人の恋愛話が大好きだが、自身の恋愛話には弱い。
いつも佐々木をどついているが、なんだかんだで惚れているらしい。作者のブログで連載中の番外編の主役。
住友子（すみ ともこ）
我聞と同じクラスで卓球部員。天野の親友。落ち着いた空気のなごみ系おさげ少女。お茶に詳しい。
文化祭以降、中村と付き合っていることが発覚。恋愛に関しては一歩も二歩も天野の先を行っているようである。
皇翔馬（すめらぎ しょうま）
3年生で卓球部部長。ドレッドヘアー、色黒、マッチョな巨漢。細かいことは気にしないスポーツマンらしい爽快な性格だが、頭が悪いせいでほとんど台無し状態。我聞・佐々木と共に三馬鹿と呼ばれる。
KFCのNo.2だが、のちに生徒会長・鬼怒間リンと親しくなり交際を始める。
中村孝博（なかむら たかひろ）
我聞と同じクラスで卓球部員。クールでスマートなメガネ男子で、卓球部内では最も常識人。実家が定食屋で料理は得意。
我聞とは中学からの友人。卓球の実力は部内No.1。
住と文化祭あとから付き合っている。天野の熱いツッコミとは裏腹に、こちらは常に冷静なツッコミを下す。

### 犯罪関係者
ジャック・ベーター
香港マフィアの構成員。エセ日本語を操るうさんくさい風貌の外国人で、投げナイフが得意。傷害罪で逮捕・拘束されていたが、護送中に真芝の手により開放され、その見返りとして暴走特殊装甲車の護衛を行った。戦車を止められると同時に車外に投げ出され、そのままノックアウトされた。
ジィル・ヒゲリオン
真芝第5研所属の細身のヒゲ男（ヒゲプラザーズ弟）。
元々は情報屋だったが、不破信用金庫の事件で警察に捕まり、信用を失って情報屋を廃業。路頭に迷っていたところを兄と共に桃子の真芝第5研究所に拾われ、以後彼女の部下となる。逃げ足は非常に速い。
オリマー・ヒゲリオン
真芝第5研所属の巨漢のヒゲ男（ヒゲプラザーズ兄）。
経歴は弟と同様。己の筋肉にはかなりの自信がある。卓球部の皇翔馬とは、マッチョ同士、肉体で語り合った仲。アメリカ育ち。
ジャンゴウ
真芝モニタリング班に所属する凪原の部下。いかつい体の男で、通称「ヒゲスーツ」。仕事人というよりは喧嘩屋で、常に力試しの相手を探している。
元々は傭兵。ゲリラに捕まり捕虜として死を待つだけだったが、真芝に拾われ以後モニタリング班として最前線で動くことになる。傭兵時代に我也を見たことがあり、仙術の凄さは身をもって知っている。作中では真芝第8研の十曲が開発したスーツのモニタリングが主な仕事で、ついでに侵入者を排除したり新理論の情報の漏洩を防ぐため破壊行為を繰り返していた。我聞とは二度戦い、一度目は優勢だったが時間切れでドロー。二度目は我聞の身につけた理の技「撃・爆砕」でスーツを吹っ飛ばされて敗北した。
上司である凪原との信頼関係はゼロ。ジャンゴウにとって凪原は信用ならないが従うしかない嫌な相手であり、凪原にとってジャンゴウは使い捨てのコマでしかない。任務失敗後は凪原にばっさり切り捨てられスーツの破片ごと時限爆弾を仕掛けられるが、森永優の活躍で一命をとりとめた。
七見イサム（ななみ イサム）
はぐれ仙術使い。初期は手下を引き連れて強盗行為を繰り返していたが、のちに真芝に拾われモニタリング班に加わる。タラコ唇。
七見仙術の使い手で「こわしや」を志望していたが、その自分勝手で残虐な性格が災いしてか「理」を得る許可をもらえなかった。そこで派手な事件を起こし続けて仙術使いを呼び寄せ、その理を習得しようと画策し暴れていた。しかしついに現れた「こわしや」我聞にはむしろ逆に技を盗まれ何一つ得られず敗北、逮捕された。
その後、ジャックやジャンゴウと同様の経緯を経てか真芝に雇われて再登場。我也の理が使える仙核を身に付け、凪原のモニタリング班の新人として真芝壊滅を狙う我聞たちの前に現れた。「マガツ」の仙術封印効果によって弱体化した番司や「こわしや」側についた十曲を追い詰めたが、「マガツ」の破壊とともに形勢が逆転、2人によって完膚なきまでに叩きのめされた。

### その他
保科ますみ（ほしな ますみ）
ユンボ（油圧ショベルカー）乗り、通称ほっちゃん。20歳。工具楽屋の社員ではないが、よく仕事を共にしている。中学生のような小柄な体つき（143cm）だが、元ヤンキーで非常に気が荒い。背の低さや幼い外見に触れられると激怒し、得意の空手の技でブチのめす。宝物は父親から譲り受けた形見のユンボで、その操縦に命をかけており、日々の訓練は怠らない。先代社長・我也のことは買っているようだが、我聞のことは認めずセクハラ社長呼ばわりしている。ヤンキー「紅夜叉」時代は斬り込み隊長を務めており、当時の後輩達には未だに畏怖の目で見られている。
カンジ
解体職人。がっしりした体躯の兄ちゃん。工具楽屋の社員ではないが、ほぼ専属で雇われている。
ヤスヒロ
解体職人。頭に手ぬぐいを巻いた長髪の兄ちゃん。工具楽屋の社員ではないが、カンジ同様、ほぼ専属で雇われている。保科ますみのことを何かと気にかけている。
鬼怒間リン（きぬま りん）
御川高校3年生にして生徒会長。146cmと小柄。筋の通らない話は聞く耳を持たず、認めない人。筋肉嫌い。巻末のおまけ漫画の主役として登場し、後に本編でも登場した。良くも悪くもまじめ過ぎる為に卓球部の面々とは折り合いが悪い。後に皇翔馬と付き合うことになる。
岡本一乃（読みは不明）
御川高校1年生。単行本3巻に収録されている第21話のみ登場した。我聞の代わりに文化祭実行委員を務めた陽菜を「國生先輩」と慕う。21話の最後で我聞と同様に期末考査の成績が悪く補習となった。

## 用語
仙術
人間の体に宿る氣と呼ばれるものを操作し、肉体や自然現象を自在に操作する特殊能力。究極の肉体コントロールとも呼ばれる。技には氣を直接操作して攻撃する「基本技」と氣で自然現象を操る「理」の2種類があり、また使用者の肉体は鍛錬次第で常人を遥かに超える身体強度やパワーを身に付けることができる。基本的に限られた人間しか使えない世襲制の能力で、それぞれの流派によって扱える現象が異なる（各流派はそれぞれの使い手の家系の苗字をとって「○○仙術」と呼ばれる）。
GHK
我聞（Gamon）陽菜（Haruna）くっつけ（Kuttsuke）委員会の略。活動内容及び目的は読んで字のごとく、あの手この手を使って我聞と陽菜を交際もしくは結婚させること。メンバーは森永優（デルタ1）、工具楽果歩（デルタ2）、工具楽珠（デルタ3）、工具楽斗馬（デルタ4）の計4名。上位2人の思い込みが激しいため、よく暴走している（斗馬は暴走を自覚している、でも止めない）。ちなみに一番活動に熱心だったのは果歩であるが、理由は「兄の嫁は正直誰でもいい（それこそ優でも。当人はすぐに拒否）が、陽菜さんがお義姉さんでないとあたしが嫌」というものであった。日常パートの主なバイプレーヤーとして、作品に大いに貢献したが、当事者2人は最後までその存在に気付かなかった。
KFC
國生ファンクラブ（Kokushou Fun Club）の略。メンバーは佐々木や皇といった卓球部の男子の面々（我聞や中村は別）。陽菜になりふり構わず突撃することしか知らないため、非常に簡単にあしらわれている。
暴走
体内の氣（内氣）が無くなることによって自然と周囲から氣（外氣）を体内に取り入れてしまい、氣を制御出来なくなる事。
体内の氣の量が増えるために一時的に戦闘力が高まるが、この状態が続くと外氣が体内に入りすぎてしまい、暴発・死亡する可能性がある。
我聞は何度かこの状態に陥った。
我聞達の母はある仙術使いの暴走で死んでいる（表向きは事故死になっている）。
マガツタマ
マガツ（MAGATSU-00）
反仙術の理論を応用し、数キロメートルの範囲内の仙術を無効化することが出来る。
マガツ（プロトタイプ）
数メートルの範囲内の仙術を無効化することが出来る。

## 仙術
仙術には、数多くの流派が存在し、様々なバリエーションの技が存在する。以下ではそれらの解説を行う。
基本技
氣を直接打撃攻撃に利用した技。仙術としては初歩にあたり、どの流派においても共通している（ただし技名には各流派の名を示す前置きがつく）。
解・穿功撃
対人用の打撃技。打撃の瞬間、間接部に質量をもった氣を送り込み、殴った部分の骨を外すことができる。骨が外れるだけで、殴打のダメージ自体はごく低いため、防御力の低い素人相手には非常に重宝する。
解・穿功連撃
解・穿功撃を複数連続に放つ技。
砕・追功穿
対物質用の打撃技。対象にヒビを入れ、直後にその隙間に氣を流し込むことによってヒビを広げ、物を効率よく破壊する。技を成功させるには、正確なタイミングで氣を送り込む必要がある。
弾・双掌砲
対人用の打撃技。両手で押し出すように相手の体に氣を送り込むことにより、強く弾き飛ばす。
貫・螺旋撃
対物質・対人両用の打撃技。コークスクリューブローの要領で螺旋状に練った氣を打撃に乗せることで、通常より貫通力を増した打撃を放つ。
貫・螺旋連撃
貫・螺旋撃を複数連続に放つ技。
崩・一点破
対物質用の打撃技。物質の氣の流れを見切り、要となる一点に氣の一撃を通すことによって物質の構成力自体を崩す。物質の性質によらずあらゆる物を破壊できるが、しかし相当の集中力と氣の流れ（氣脈）を見切る眼が必要なため、使いこなすにはかなりの訓練が必要。基本技の奥義とされる。
工具楽仙術
工具楽我聞、我也が使用。殴打攻撃に爆発効果を付与させたり、爆風そのものを飛ばすことができる。破壊力に優れるが、使用時に強い閃光と大きな爆音を伴うため、非常に派手で隠密行動には不向き。
我也を研究したことにより、理論が「タリズマン」に応用されている。
撃・爆砕
殴打に乗せて氣を爆発させる技。破壊力は高いが非常に大雑把な技で、なんの制御もなしに使うと爆風が使用者自身にも跳ね返ってしまう。技の発動と同時に轟音・閃光・爆煙が発生するため、非常に派手。
収束爆砕
氣を制御することにより、全方向に向かっていたエネルギーを一方向に収束させた爆砕。威力は通常の爆砕の数倍に上る。ビームのように遠くから放つことができ、また自身に爆風が跳ね返ってくることもない。ただし爆砕を収束させるのに時間がかかる欠点がある。
静馬仙術
静間かなえ、さなえ、番司が使用。氣で水を操作する能力で、非常に汎用性に優れる。ただし未熟なうちは水がない場所では使えないという致命的な欠点がある（熟練すれば空気中の水分である程度補うことが可能）。
水のムチ
静馬さなえの得意技。水を操作して細長い形状に伸ばし、勢いをつけて叩きつける。見た目はムチに似ているが、分類的には打撃技。威力のコントロールもしやすく、複数同時に生成して操作することもできる。
水球
静馬の仙術使い全般が使用。氣で練り上げた水球を生成する。水球は銃弾を受け止める盾になり、また相手の頭部にかぶせることで窒息させることもできる。また、こうして生成した水球を使った理の技も多数存在する。
斬・水刃
静馬さなえの得意技。水を刃のムチに変え、対象を斬り刻む。西瓜を切るといった日常的行為にも使えるが、本気を出せば刃渡り50メートルに及ぶ巨大な刃で上空の戦闘ヘリをも切り裂くことができる（さなえの現役時代はさらにその倍は射程があったようだ）。
斬・水糸
静馬かなえの得意技。指先から細く長い水の糸を伸ばし、対象物を絡め取ったり切断したりすることができる。複数の糸を同時に生成することも可能で、技名のあとに（×4）といった表記がなされることもある。リーチが非常に長いのが最大の特徴。
撃・水弾
静馬番司の得意技。手に水球を生成し、それを相手に叩きつける。
撃・大水弾
撃・水弾の水量を増やした強化版。やはり番司が使う。威力は撃・爆砕（未収束）とほぼ互角。
撃・水弾 跳弾乱舞
静馬番司の技。複数の水弾を同時生成して飛ばし、周辺の物体を同時・大量に破壊する。作中では森林で使用され、木を倒して相手の上に落とすために使われた。
撃・大水流
静馬番司の技。巨大な水球を手に宿し、開放しながら叩きつけることで相手を押し流す。
撃・水楼陣
静馬かなえの技。複数の水糸を重ね、水の帯でドリルのような形を作って相手を弾き飛ばす。自身の身を守りながら触れたもの全てを攻撃できるため、突撃に向く。
撃・超大水弾
静馬番司の技。大水弾よりさらに大量の水を操り、相手に向かって叩きつける。威力は収束爆砕に匹敵する。また、使用後は大量の水がその場に散ることになるため、次の技に連携させることもできる。
散撃・八岐水蛇
静馬番司の技。大量の水を使って複数の水の蛇を具現化し、一斉に攻撃を加える。一度に複数を同時に相手にできるが大量の水が必要なのが欠点。作中では超大水弾からのコンボ技として使用された。
如月仙術
如月湧次郎が使用。自身の体を鉄のように硬化することができる（本物の鉄を操作できるのかどうかは不明）。工具楽仙術同様に高い破壊力を誇るが、完全に接近戦向けの能力。
砕・金剛弾
防御技。自身の体を硬化し、飛躍的に防御力を上昇させる。銃弾は簡単に弾くことができる上、地上100メートル（目測）から落下しても無傷。
撃・鉄槌
打撃技。腕に鉄製のハンマーを装着し、力いっぱい相手を叩く。単純な打撃技だが威力は凄まじく高く、鉄の装甲も紙クズ同然にペチャンコにすることが可能。ハンマーがオプション装備なのか自身の腕を変質させたものなのかは不明。
コミックの裏表紙に描かれているイラストには細かい鉄粉のようなものが腕に集束してハンマーを形成している。
西音寺仙術
西音寺進が使用。植物の成長速度と方向性を自在に操作することができる。補助的な用途に強く、木の根を張り巡らせて盾にしたり、相手を絡め取って捕らえたりするのに向く。その代わり攻撃力には欠けるようだ。
蝕・樹根操
捕獲技。巨大な植物の根を自在に操作し、相手を絡め取る。木の根の侵食力は強く、コンクリートの壁をたやすく破壊する事が可能。
防・樹障壁
防御技。巨大な植物の根を自身の周辺に張り巡らし、外部の攻撃から中にいる人間を守る。木の根ゆえに一点への防御力には欠けるようだが、全体的には非常に強い構造をしており、建物の崩壊に巻き込まれてもビクともしない。
奥津仙術
奥津太一が使用。熱量を操って物質を溶解したり、火をつけたりすることができる。攻撃力は十二分に高いようだが、見たところ防御力にはやや難がありそうだ（描写が少ないため詳しいことは不明）。
溶・火炎刀
攻撃技。手に持つキセルに高温を宿し、触れた物全てを溶かす。
安部仙術
安部雪見が使用。電気を操り、相手を感電させたり雷を落とすことができる。
ライトニングボルト（砕・雷走）
攻撃技。手を触れた壁面から、壁が白熱するほどの強烈な電気を流す。金属類に特に効果的なようだ。なお、ライトニングボルトという名称は安部雪見が勝手に命名したものであり、本来の技名は砕・雷走という。
帖佐仙術
帖佐理来が使用。光を自在に操作して幻影を生み出したり、姿を隠すことができる。完全に補助的な内容の能力のため、破壊力には著しく欠ける。
反仙術
國生陽菜、武文が使用。
他の仙術を無効化することが出来る。理論が「マガツ」に応用されている。

## 増刊版と週刊版の相違点
2007年1月現在、増刊版の計5話は単行本化されておらず、週刊版の単行本3巻末尾で作者自身も増刊の方はおそらく単行本化することはないと思うと発言している。
増刊版の主なエピソードは、第2話以降が「保科ますみのユンボ」「形見の手鏡と國生陽菜」「真芝グループの十曲才蔵」である。（なおこれは各話のタイトルではないし、掲載順に記載しているわけではない）なお増刊→週刊で話数が大幅に増加しているため、追加された人物・設定が多い。
工具楽屋及び工具楽家
一番の相違点は増刊版には工具楽屋のメンバーとして森永優が存在しないことである（3巻の初期設定資料によれば卓球部として1コマだけ出ているとのこと）。また、工具楽我也は姿は登場するが顔ははっきりとはわからなくなっており、國生武文もその存在こそ示唆されるが姿が出てくることはない。
國生陽菜が反仙術を使えるという描写が存在せず、増刊版では誘われて試しに卓球部の面々と卓球をやってみた陽菜は「あっ…」といいながら空振りをしており、佐々木と翔馬が「こういう姿（普段のきりっとした姿とは違う國生さん）もええのう…」と喜んでいる。その上、バインダーを用いた体術を使う描写もないため、身体能力そのものが増刊版の方が低い可能性が考えられる。
陽菜が成績優秀、職務に忠実である点については同じであるが、週刊版で卓球部入部後に見せていた意外と負けず嫌いで熱血な描写は増刊版では特に見られないため、性格も若干異なるように見受けられる。
しかし、陽菜に関する設定では、「我聞の母の形見の手鏡」のエピソードは同様に存在する（ただし話数そのものが少ないので当初より我聞と打ち解けるものの恋愛関係になることはない）。
我聞の母については、死んだことは示されるが増刊版ではその真相（週刊版で仙術の暴走に巻き込まれたと静馬かなえが発言したこと）は明らかとならない。
辻原の過去も詳細は明らかにならない。
卓球部
卓球部の面々は週刊版と同様のメンバーであり、基本的に全く変わらない。ただし、陽菜は卓球部に誘われるものの話数の関係で入部する描写はない。
他のこわしや
増刊では基本的に登場しない。
その他の人物
保科ますみとその周囲の人間は増刊版でも登場し、ユンボが奪われるエピソードも存在する。
犯罪関係者
七見イサムは、保科ますみの登場する話でやはりユンボを奪って騒ぎを起こし、我聞に退治される。
真芝グループ
会長である神楽牙王や、週刊版で人気の出た桃子を初めとしてほとんどの人物が増刊版では登場しない。牙王は存在すら明らかにされないので、中之井千住とのつながりもない。
父・我也の失踪と関係しているであろう真芝グループの人間として十曲才蔵、高瀬千紘、山岡の3人が登場し、我聞と対決する。また、それに絡んで凪原も少し登場する。
十曲、千紘、山岡の3人の様子は増刊版でも全く変わらず、そして我聞に敗れるのも同じである（なお十曲才蔵の過去話は増刊版では出てこない）。